# Амр II
Амр II ібн Імру-ль-Кайс (араб. عمرو بن امرؤ القيس; помер 369/370) — малік держави Лахмідів з 339/340 до 369/370 років, син маліка Імру-ль-Кайса I. Ймовірний учасник римо-перської війни 363 року.

## Походження і прихід до влади
Про початок правління Амра II практично не збереглося даних, а відомості про правління його попередника вкрай суперечливі. Згідно з мусульманським авторам, Амр II був сином лахмідського маліка Імру-ль-Кайса I, який деякий час правив спільно або поперемінно зі своїм братом аль-Харісом. Якщо виходити з того, що напис з ан-Намари оповідає про життя і смерть маліка Імру-ль-Кайса I, напрошується висновок, що батько Амра II в якийсь момент пішов з держави Лахмідів до римської Сирії, очевидно, зі своєю сім'єю і прихильниками, де і помер 7 грудня 328 року. Судячи з усього, після відходу Імру-ль-Кайса до Сирії влада над державою Лахмідів зосередилася в руках аль-Харіса тому Амр не міг успадкувати престол свого батька. Згідно з останніми хронологічним дослідженнями російського вченого Д. Е. Мішина, Амр II прийшов до влади в державі Лахмидов близько 339—340 років. Оскільки не збереглося жодних відомостей про правління аль-Харіса, неможливо визначити, за яких обставин Амр II зайняв престол.

## Правління
Згідно історикам ат-Табарі, Ібн Халдуну, Ібн Хабібу, Ібн Саїду та аль-Хіллі, малік Амр II правив тридцять років (повідомлення аль-Ісфахані про те, що Амр II правив вдвічі довше, судячи з усього, є перебільшенням). Про тридцятирічне правління Амра II практично нічого достовірно не відомо. Є підстави вважати, що Амр брав участь у римо-перській війни 363 року на боці сасанідського шаханшаха Шапура II.
Амміан Марцеллін у своїй праці «Діяння», розповідаючи про засідку, влаштовану на початку римо-перської війни 363 року за наказом Шапура II з метою захоплення царевича Хормузда, який перебував у складі війська імператора Юліана Відступника, згадує якогось сарацинського правителя на ім'я Подосак, невідомого з інших джерел. За словами Марцелліна, разом з найвпливовішим сасанідським сановником з роду Суренів організацією засідки на Хормузда керував «малік Подосак, філарх сарацин-ассанітів, відомий розбійник, який довго і з усією жорстокістю орудував у наших межах». На думку історика Д. Е. Мішина, під Подосаком міг розумітися в той період тільки малік Лахмідів Амр II, оскільки саме він у той час найкраще відповідав сукупності перерахованих Амміаном Марцелліном ознак: носив титул «царя (маліка) арабів», займав досить високе становище при дворі шаханшаха Шапура II і користуватися його довірою, активно діяв у приєвфратських кордонах Римської імперії і володіти достатньою воєнною силою для того, щоб регулярно вторгатися в римські володіння. Ім'я ж Подосак в «Діяннях» Марцелліна, ймовірно, походить від спотворення середньоперської форми pad dōsar — «з військом досар» (досар — найбільш боєздатна і численна частина лахмідських військ, на чолі якої малік ходив у походи).

## Наступники
Після смерті Амра II на чолі Лахмідської держави шаханшах Шапур II поставив не сина Амра, а представника місцевої знаті Ауса ібн Каллама з роду Бану Паран. Про причини відсторонення Лахмідів від влади в Хірі після смерті Амра джерела замовчують, однак середньовічні мусульманські автори вважали, що Аус ібн Каллам був поставлений не як малік, а як місцеблюститель, призначений на час, поки шаханшах вибере наступника Амра II. Через кілька років Аус ібн Каллам був убитий в результаті заколоту і Шапур II поставив маліком Лахмідів Імру-ль-Кайса II II, сина Амра II.